# Овечкин, Алексей Дмитриевич
Алексе́й Дми́триевич Ове́чкин (13 февраля 1915, Слободской уезд, Вятская губерния — 17 июля 2000, Успенское, Кировская область) — советский хозяйственный деятель, Герой Социалистического Труда.

## Биография
Родился 13 февраля 1915 года в деревне Овечкины. Член КПСС.
Окончив сельскую школу, работал счетоводом, трактористом, бригадиром в колхозе «Оживление». С 1939 года — председатель укрупнённого колхоза «Труд».
С июля 1941 года — участник Великой Отечественной и советско-японской войн; весь боевой путь (Калининский, Западный, Юго-Западный, 2-й, 3-й и 4-й Украинские фронты, Забайкальский фронт) прошёл в составе 314-го отдельного сапёрного батальона 243-й стрелковой дивизии, будучи сапёром, старшиной роты, командиром хозотделения, казначеем батальона; удостоен боевых наград. Демобилизован в конце 1946 года в звании старшины.
С 1947 года работал председателем колхоза «Труд» Слободского района, к которому присоединялись соседние хозяйства. В течение почти 10 лет сохранялась достигнутая урожайность зерновых (более 20 ц/га) и картофеля (400 ц/га); колхоз неоднократно участвовал в ВДНХ СССР. Указом Президиума Верховного Совета СССР от 24 апреля 1958 года А. Д. Овечкин удостоен звание Героя Социалистического Труда с вручением ордена Ленина и золотой медали «Серп и Молот».
В последующие годы в колхозе продолжала расти урожайность зерновых, были построены животноводческие комплексы. В 1981 году А. Д. Овечкин вышел на пенсию.
Умер в селе Успенское 17 июля 2000 года, похоронен там же.

## Награды
- три медали «За боевые заслуги» (5.5.1943[7], 23.5.1945[8], 9.9.1945[6]);
- два ордена Трудового Красного Знамени (17.3.1948, 23.6.1949)[5];
- Герой Социалистического Труда (орден Ленина и медаль «Серп и Молот»; 24.4.1958) — за выдающиеся успехи, достигнутые в деле развития сельского хазяйства по производству зерна, картофеля, льна, мяса и молока и других продуктов сельского хазяйства, и внедрение в производство достижений науки и передового опыта[5];
- орден Октябрьской Революции (8.4.1971)[5];
- орден Ленина (11.12.1973)[5];
- Орден Отечественной войны II степени (6.4.1985)[1];
- медали[5].

## Память
На доме в селе Успенское, где жил А. Д. Овечкин, установлена мемориальная доска.

## Комментарии
1. ↑  Деревня Овечкины[2], находившаяся в 0,4 км от села Успенское[3] и относившаяся к Слободской волости Слободского уезда, в последующем входила в состав Успенского сельсовета Слободского района Кировской области; не сохранилась[4].